# Nikola Jelisić
Nikola Jelisić (* 29. Dezember 1994 in München, Deutschland) ist ein bosnisch-kroatischer Fußballspieler.

## Karriere
Jelisić wurde in München geboren und ist auch dort aufgewachsen. Er spielte in der Jugendabteilung des SC Fürstenfeldbruck, bevor er sich jener des TSV 1860 München anschloss. Zur Saison 2010/11 rückte er in den Kader der B-Junioren von 1860, für die er in jener Spielzeit 21 Spiele in der B-Junioren-Bundesliga absolvierte.
Zur Saison 2011/12 wechselte er zum FC Bayern München. Bei Bayern München kam er zunächst für die A-Junioren zum Einsatz, für die er in seiner ersten Saison in 18 Spielen in der A-Junioren-Bundesliga eingesetzt wurde. Im Oktober 2012 debütierte er für die Zweitmannschaft der Bayern in der Regionalliga, als er am 15. Spieltag der Saison 2012/13 gegen die Zweitmannschaft der SpVgg Greuther Fürth in der 82. Minute für Tobias Schweinsteiger eingewechselt wurde. Im selben Monat erzielte er bei einem 2:0-Sieg gegen den TSV 1896 Rain sein erstes Tor in der vierthöchsten Spielklasse. In der Saison 2012/13 kam er zu drei Regionalligaeinsätzen und 20 in der A-Junioren-Bundesliga.
Zur Saison 2013/14 rückte er fest in den Kader der Regionalligamannschaft. In jener Spielzeit kam er zu vier Einsätzen in der Regionalliga. In der Saison 2014/15 absolvierte er 32 Spiele und erzielte dabei ein Tor. Nach der Saison 2014/15 verließ er Bayern München nach vier Jahren.
Nach einem halben Jahr ohne Verein wechselte er im Februar 2016 zum Regionalligisten BV Cloppenburg. Für Cloppenburg absolvierte er zehn Spiele in der Regionalliga Nord, mit dem Verein stieg er jedoch zu Saisonende als Vorletzter aus dieser ab. Daraufhin wechselte er zur Saison 2016/17 zurück nach Bayern zum Regionalligisten 1. FC Schweinfurt 05. In seiner ersten Saison bei Schweinfurt absolvierte er 27 Spiele in der Regionalliga und erzielte dabei drei Tore. In der Spielzeit 2017/18 kam er ebenfalls zu 27 Einsätzen und ebenfalls drei erzielten Toren. In der Saison 2018/19 hatte er zu Saisonende 21 torlose Einsätze zu Buche stehen.
Im August 2019 wechselte Jelisić nach Österreich zum Zweitligisten FC Blau-Weiß Linz, bei dem er einen bis Juni 2020 laufenden Vertrag erhielt. Sein Debüt in der 2. Liga gab er im August 2019, als er am vierten Spieltag der Saison 2019/20 gegen die Zweitmannschaft des FK Austria Wien in der 72. Minute für Aleksandar Kostić eingewechselt wurde. Nach der Saison 2019/20 verließ er die Linzer wieder.
Daraufhin kehrte er nach Deutschland zurück und schloss sich während der Spielzeit 2019–21 dem FC Pipinsried, Tabellenführer der fünftklassigen Bayernliga Süd, an. Zur Saison 22/23 wurde er nach dem Rücktritt von Miljan Prijovic aus dem Trainerteam zusammen mit Pablo Pigl (als spielender Co-Trainer) zum Trainergespann ernannt. Jedoch trat er als Trainer und Spieler am 30. Oktober 2022 nach einer 0:4-Heimniederlage gegen die zweite Mannschaft des FC Bayern München zurück.

### Nationalmannschaft
Jelisić absolvierte zwischen März und Juni 2015 vier Spiele für die bosnische U-21-Auswahl.

## Persönliches
Sein Bruder Daniel (* 2000) ist ebenfalls Fußballspieler spielt mit ihm bei Pipinsried.